# Кинг-Смит, Дик
Дик Кинг-Смит (англ. Dick King-Smith, настоящее имя Рональд Гордон Кинг-Смит, Ronald Gordon King-Smith, 27 марта 1922, Биттон, Глостершир — 4 января 2011, Бат, Сомерсет) — английский детский писатель. 

## Биография
Родился в деревушке Биттон в графстве Глостершир, вырос на ферме и решил в дальнейшем посвятить жизнь сельскому хозяйству. В 1943 году он женился (у Рональда и его жены Мирл родилось трое детей), но когда началась Вторая Мировая Война, Кинг-Смит ушел в армию.
В мирное время, он совмещал фермерство и учительство, позже переехал в фермерскую деревню Куин Чарльтон (недалеко от Бристоля) и занялся общественной деятельностью — стал вице-президентом Avon Wildlife Trust. Кинг-Смит был большим любителем животных: он держал домашних крыс, мышей, декоративных фазанов, собак, гусей, цесарок, морских свинок и кроликов.
Писатель овдовел в 2000 году, затем женился во второй раз. У него было 14 внуков.
После продолжительной болезни, в возрасте 88 лет Дик Кинг-Смит умер в Сомерсете, Великобритания.
Кинг-Смит начал писательскую карьеру, когда ему было уже за 50, сам он называл свои произведения «фантазиями с фермы». Его первая книга «The Fox Busters» была опубликована в 1973 году. Всего он написал 113 книг, которые были переведены на 12 языков мира и стали классикой детской литературы. Дик Кинг-Смит также писал сценарии для четырех фильмов, вел рубрику о животных в детской передаче «Rub-a-Dub-Tub».